# Giovanni Battista Franco

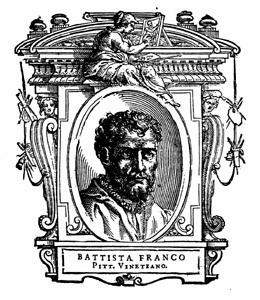
Giovanni Battista Franco

Giovanni Battista Franco (* vor 1510 in Venedig; † 1561 ebenda), auch unter den Namen Battista Franco Veneziano  und Semolei bekannt, war ein italienischer Maler des Manierismus.

## Künstlerische Tätigkeit
Er kam in seinen Zwanzigern aus Venedig nach Rom und malte eine Allegorie der Schlacht von Montemurlo (heute im Palazzo Pitti) (1537) und ein Fresko von der Verhaftung Johannes des Täufers für die Kirche San Giovanni Decollato (1541).
Von 1545 bis 1551 malte er in Urbino. Möglicherweise zählte er dort, gemeinsam mit Girolamo Genga, zu den Mentoren von Federico Barocci. Sein manieristischer Malstil war stark von Michelangelo beeinflusst; aber seine Zeichnungen und Stiche zeichnen sich durch größeren Schwung und Originalität aus.
1550 schuf er das Bild Die Auferstehung und die Anbetung der Hirten in der Cappella Gabrielli in der Santa Maria sopra Minerva in Rom.
Er kehrte nach Venedig zurück, wo er am Deckenfresko der Biblioteca Marciana mitwirkte. Er malte eine Reihe von Bildern, darunter eine Taufe Christi (Barbaro-Kapelle) für die Wände und das Gewölbe der Grimani-Kapelle in der Kirche San Francesco della Vigna in Venedig. Für den Dogenpalast malte er die Erweckung des Lazarus. Im Palazzo Chiericati (Vicenza), in der Villa Emo und in der Villa Foscari war Battista Franco Veniciano ebenso für Auftraggeber von Palladio tätig.

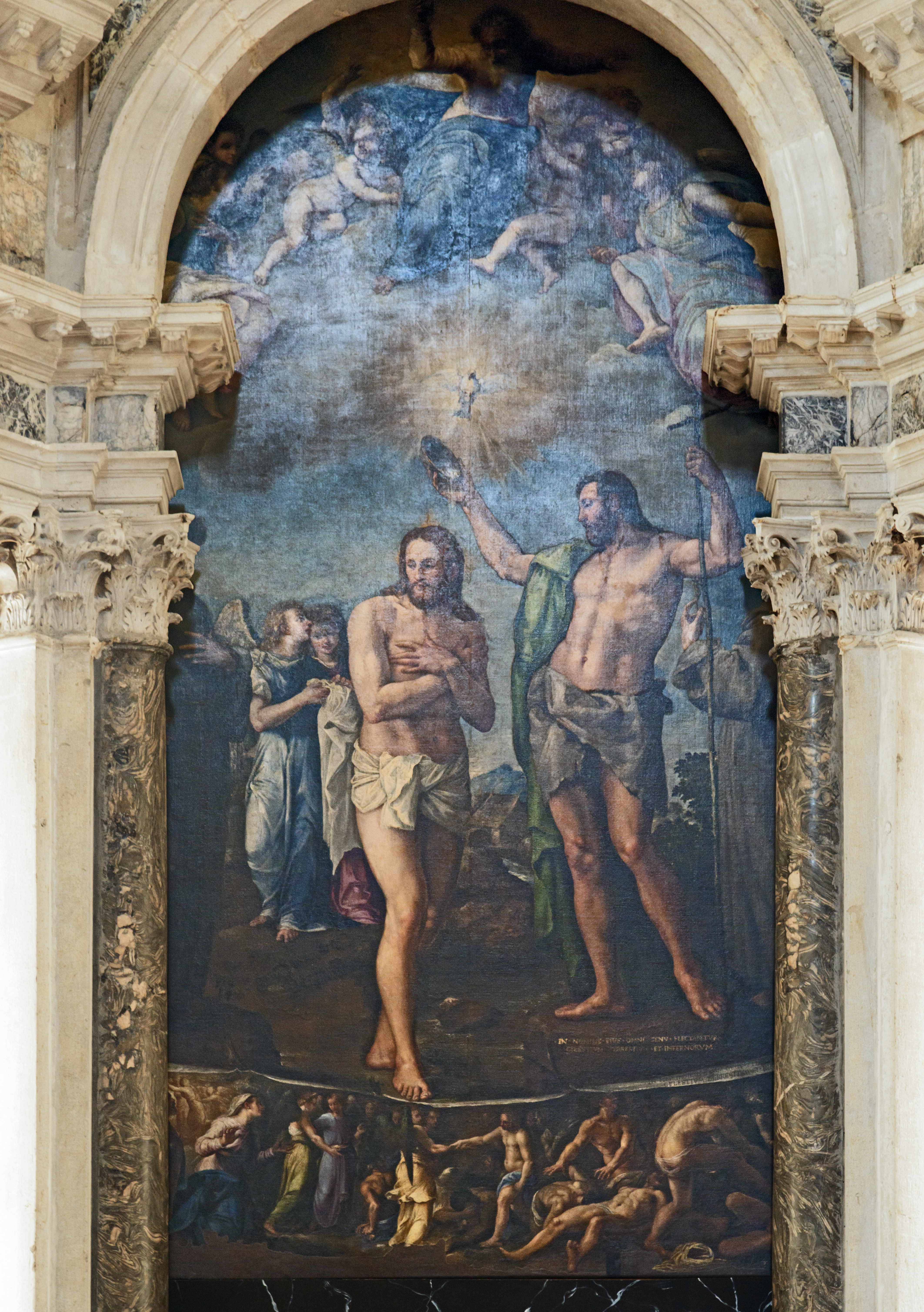
Taufe Christi San Francesco della Vigna
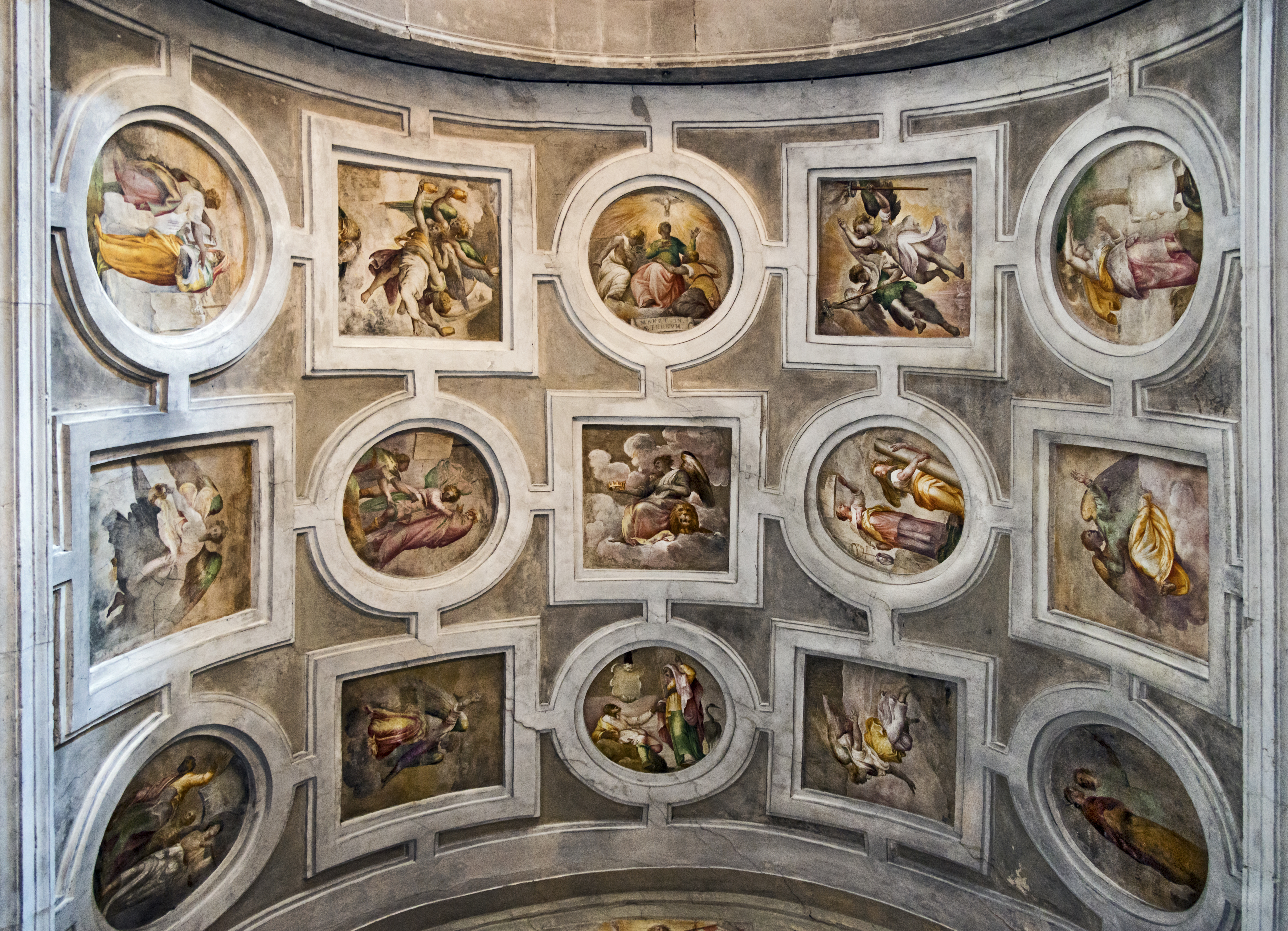
Grimani-Kapelle San Francesco della Vigna